# جوزيف دي باسكوالي
جوزيف دي باسكوالي (بالإيطالية: Joseph di Pasquale)‏ هو مهندس معماري إيطالي، ولد في 24 أبريل 1968 في كومو في إيطاليا.